# Las invisibles (serie de televisión)
Las invisibles es una serie de televisión por internet española de comedia dramática creada por Héctor Lozano para SkyShowtime. Está protagonizada por Lolita Flores, María Pujalte, Yoshira Escárrega, Paula del Río, Paula Mirá, Yaël Belicha y Elena Irureta. Se estrenó en la plataforma el 5 de junio de 2023.

## Trama
La serie cuenta la historia de cinco mujeres que trabajan de camareras de piso en un hotel de lujo en la Costa del Maresme, teniendo que lidiar con las duras condiciones de trabajo mientras intentan rehacer sus propias vidas.

## Reparto

### Principal
- Lolita Flores como Esperanza "Espe" Medina García
- María Pujalte como Isabel "Isa" Becerra
- Yoshira Escárrega como Gladys Alvarado
- Yaël Belicha como Mapi
- Paula del Río como Marisa Parra
- Paula Mirá como Saray Romero López

con la participación de
- Elena Irureta como Pilar Montes Parra

### Secundario
- Alfonso Lara como Juan
- Oriol Tarrasón como Diego Altarriba
- José Troncoso como Jesús (Episodio 1 - Episodio 3)
- Manu Fullola como Claudio (Episodio 1 - Episodio 3)
- Martí Cordero como Martín
- Víctor Massán como Germán (Episodio 1 - Episodio 2; Episodio 4)
- Eva Martín como Alicia (Episodio 1 - Episodio 2; Episodio 4)
- Angie Savall como Tere
- Lupe Cano como Benita
- Jessica Serna como Elena
- Alex Rodés Torà como Pablo
- Marina Campos Albiol como Laura (Episodio 1; Episodio 3)
- Ramon Pros como Matias (Episodio 1; Episodio 3 - Episodio 4)
- Anthony Rotsa como Kostas (Episodio 1)
- Carlos Indriago como Julián (Episodio 1; Episodio 3)
- Lina Forero como Eva (Episodio 1; Episodio 3)
- Blanca Martínez como Sonia (Episodio 1; Episodio 4)
- Pepa López como Manuela (Episodio 2)
- Jordi Coll como Iván Ferré (Episodio 3)

## Episodios
| N.º | Título                | Dirigido por | Escrito por               | Fecha de emisión original |
| --- | --------------------- | ------------ | ------------------------- | ------------------------- |
| 1   | «Sirtaki»             | Menna Fité   | Héctor Lozano             | 5 de junio de 2023        |
| 2   | «Mambo»               | Menna Fité   | Héctor Lozano             | 12 de junio de 2023       |
| 3   | «Pop melódico»        | Menna Fité   | Héctor Lozano             | 19 de junio de 2023       |
| 4   | «Baile en línea»      | Menna Fité   | Héctor Lozano y Eva Baeza | 26 de junio de 2023       |
| 5   | «Claqué»              | Menna Fité   | Héctor Lozano y Eva Baeza | 3 de julio de 2023        |
| 6   | «Danza contemporánea» | Menna Fité   | Héctor Lozano y Eva Baeza | 10 de julio de 2023       |
| 7   | «Balada»              | Menna Fité   | Héctor Lozano y Eva Baeza | 17 de julio de 2023       |
| 8   | «Pasodoble»           | Menna Fité   | Héctor Lozano y Eva Baeza | 24 de julio de 2023       |

## Producción
El 24 de noviembre de 2020, las productoras Morena Films y ViacomCBS International Studios anunciaron la preparación de una serie titulada Las Kellys, la cual fue creada por Héctor Lozano, entonces sin reparto anunciado o cadena o plataforma de distribución. En mayo de 2022, se anunció que el rodaje de la serie, renombrada como Las invisibles, había comenzado ese mismo mes, y que estaría protagonizada por Lolita Flores, María Pujalte, Yoshira Escárrega, Paula del Río, Paula Mirá, Yaël Belicha y Elena Irureta. En julio de 2022, se confirmó que el rodaje de la serie había terminado.

## Lanzamiento y marketing
En mayo de 2022, la plataforma de streaming estadounidense Paramount+ anunció que distribuiría la serie, y en marzo de 2023 aclaró que en España se estrenaría en su equivalente europeo, SkyShowtime, como la segunda serie española original de la plataforma después de Bosé. En mayo de 2023, SkyShowtime desveló el tráiler y el póster y anunció que se estrenaría en la plataforma el 5 de junio de 2023.